# Dornier S-Ray 007
Dornier S-Ray 007 je dvosedežni amfibijski leteči čoln, ki ga je razvl nemški Dornier Technologie.Vodja projekta je Iren Dornier - vnuk od Claudeja Dornierja. Koncept je podoben letalu Dornier Libelle iz 1920ih.Sprva je letalo imelo ime "Libelle", pozneje so ga spremenili v "Stingray" in kasneje še enkrat v Dornier S-Ray 007. 
S-Ray ima parasol (sončnikasto) krilo in uvlačljivo pristajalno podvozje. Grajen je iz kompozitnih materialov, ki so odporni na slano vodo.  Poganja ga štirivarljni štiritaktni bencinski protibatni motor Rotax 912S.

## Specifikacije (S-Ray 007)
Podatki iz Iren Dornier S-Ray 007
Splošne značilnosti
- Posadka: 2
- Dolžina: 6,75 m (22 ft 2 in)
- Razpon kril: 9,0 m (29 ft 6 in)
- Višina: 2,1 m (6 ft 11 in)
- Površina kril: 12 m2 (130 sq ft)
- Teža praznega letala: 510 kg (1.124 lb)
- Bruto teža: 800 kg (1.764 lb)

Zmogljivost
- Potovalna hitrost: 185 km/h (115 mph; 100 kn)
- Hitrost pri porušitvi vzgona: 68 km/h (42 mph; 37 kn)
- Doseg: 1.300 km (808 mi; 702 nmi)